# Centro arti visive Pescheria
Il Centro arti visive Pescheria è un'istituzione culturale e artistica di Pesaro. Centro di produzione culturale e ‘osservatorio’ puntato sul presente, durante l’anno accanto alle mostre la Pescheria accoglie eventi tra musica, design, teatro e danza.

## Storia

### 1996-1998: La nascita del Centro arti visive Pescheria
Il Centro Arti Visive Pescheria venne istituito nel 1996 su iniziativa dell'artista Loreno Seguaci, supportato dall'allora Sindaco di Pesaro Oriano Giovanelli con l'intento di promuovere e divulgare l'arte contemporanea sul territorio comunale e stimolarne il dibattito. In questa prospettiva ne era stata individuata la sede nell'antico mercato cittadino del pesce, uno spazio aperto di 370 metri quadri, realizzato sulle sembianze di un tempio in stile neoclassico, su progetto dell'ingegner Pompeo Mancini ed edificato nell'arco di un triennio tra il 1821 ed il 1823. L’edificio venne concepito nello schema-tipo del tempio pagano di cui presenta gli elementi strutturali, tra cui le possenti colonne del loggiato. Il Centro arti visive Pescheria venne così inaugurato sotto la direzione artistica dello stesso Seguaci il 27 luglio 1996 con una mostra personale di Eliseo Mattiacci.
Nei primi anni di attività il museo allestì mostre limitatamente al periodo estivo, mantenendo pur sempre una certa qualità delle esposizioni, con artisti come Mauro Staccioli, Giovanni Lombardini, Luigi Mainolfi e Giuseppe Maraniello.

### 1999-2005: Dalla nascita dell'Istituzione all'annessione della Chiesa del Suffragio
Nel 1999 il Consiglio Comunale di Pesaro, in linea con le possibilità previste dallo Statuto comunale, costituì l'Istituzione comunale Centro Arti Visive “Pescheria”, portando il museo ad una costante crescita negli anni successivi. Nonostante questo, il nuovo CdA entrò in conflitto con il direttore artistico Loreno Seguaci, che presto rassegnerà le dimissioni. Furono però di quest'anno le mostre di Giuseppe Uncini, Rocco Natale, Gianluigi Toccafondo e Bruno Donzelli e dell'anno successivo, con la consulenza artistica di Ludovico Pratesi sono le mostre di Yvan Theimer, Antonio Marchetti, Paolo Annibali e Fathi Hassan.
Nel 2001 Ludovico Pratesi prese la direzione del museo, e sono dello stesso anno i lavori di restauro che annettono l'adiacente Chiesa del Suffragio a pianta decagonale, che inaugurò con una mostra di Enzo Cucchi dal titolo Quadri al buio sul mare Adriatico. Furono poi di questi anni le mostre di Francesco Gennari, Cristiano Pintaldi, Domenico Bianchi, Mimmo Paladino, Stefano Arienti e Giuseppe Penone. Furono poi del 2004 i lavori di chiusura del loggiato tramite vetrata che permisero una più ampia attività espositiva anche nel periodo invernale.

### 2006-2011: L'adesione all'AMACI
Nel 2006 il Centro arti visive Pescheria entrò nella rete museale dell'Associazione dei musei d'arte contemporanea italiani (AMACI) che riuniva 25 fra i più importanti musei di arte contemporanea della nazione, e tra queste il MAXXI ed il MacRO di Roma, il MAMbo di Bologna, il Museo del Novecento di Milano, Centro per l'arte contemporanea Luigi Pecci di Prato ed il MART di Rovereto. Furono di questi anni le mostre di artisti stranieri come Tony Cragg, Jan Vercruysse e Candida Höfer e poi di Guido Guidi, Alessandro Vicario, Emanuela Sforza, Jasmine Bertusi, Alfredo Pirri, Annalisa Sonzogni, Gianni Caravaggio, Osvaldo Licini e Scipione.